# 우연히도 행운이
우연히도 행운이(La chispa de la vida, As luck would have it)는 스페인에서 제작된 알렉스 드 라 이글레시아 감독의 2011년 드라마 영화이다. 셀마 헤이엑 등이 주연으로 출연하였다.

## 출연

### 주연
- 셀마 헤이엑
- 호세 모타
- 산티아고 세구라
- 캐롤라이나 뱅

### 조연
- 블랑카 포르틸로
- 하비에르 보텟
- 네레아 카마초
- 페르난도 테제로
- 길레르모 톨레도
- 호아킨 클리멘트
- 후안 루이스 게리아도
- 안토니오 가리도

## 제작진
- 프로듀서: 랜디 펠드만
- 프로듀서: 안드레스 빈센테 고메스
- 프로듀서: 제랄딘 폴베로니
- 프로듀서: 시모 페레즈
- 프로듀서: 애덤 리치먼
- 라인프로듀서: 유사프 복하리